# Justin Ducret
Pour les articles homonymes, voir Ducret.
Justin Ducret, né le 8 mars 1998 à Sauvagney (Doubs), est un coureur cycliste français.

## Biographie
Justin Ducret est originaire de Sauvagney. Il commence le cyclisme dans les rangs cadets sur les recommandations d'un ami de son père, lui-même pratiquant de ce sport. Sa carrière débute à la Roue d'Or de Noidans,. Il poursuit sa progression à l'AC Bisontine. Durant cette période, il obtient ses premiers succès en troisième et deuxième catégorie. Il s'impose également à deux reprises en première catégorie en 2018. Dans le même temps, il ne délaisse pas ses études en suivant un BTS en agroalimentaire. 
En 2020, il intègre le club Charvieu-Chavagneux IC, après une année passée à Bourg-en-Bresse. Décrit comme un bon sprinteur, il gagne de nouvelles courses. Il rejoint ensuite le SCO Dijon Materiel-velo.com en 2023. Sous ses nouvelles couleurs, il décroche six victoires. Il remporte notamment une étape du Tour Nivernais Morvan, du Tour du Pays Roannais et de l'Estivale Bretonne. 
Lors de la saison 2024, il confirme ses aptitudes au sprint en réalisant sa meilleure année chez les amateurs, avec six succès et de nombreuses places d'honneur. Au mois de septembre, il s'adjuge le Grand Prix de Nogent-sur-Oise, une épreuve inscrite au calendrier de l'UCI Europe Tour,. Il termine par ailleurs huitième du Grand Prix Cerami. Grâce à ses performances, il parvient à signer un premier contrat professionnel avec l'équipe continentale CIC U Nantes Atlantique.

## Palmarès
- 2018
  - Prix de Chavannes-sur-Reyssouze
  - Grand Prix de la Libération de Chaumont
- 2019
  - Prix Pelousey CIC Classic
- 2021
  - Grand Prix Enduiest
  - Grand Prix de Charvieu-Chavagneux
- 2022
  - 3e étape du Tour de la Vallée Montluçonnaise
  - 2e de la Chazal Classic Dijon-Auxonne-Dijon
  - 2e de la Classique Puisaye-Forterre
  - 3e du Grand Prix de Saint-Étienne-lès-Remiremont
- 2023
  - 2e étape du Tour de la Vallée Montluçonnaise
  - 5e étape du Tour Nivernais Morvan
  - 1re étape du Tour du Pays Roannais
  - 1re étape de l'Estivale Bretonne
  - Grand Prix de Bavay
  - Prix des Vendanges de Maisonnais
  - 2e de la Chazal Classic Dijon-Auxonne-Dijon
  - 2e du Grand Prix de Leval
  - 2e de Paris-Chalette-Vierzon
  - 2e du Challenge du Boischaut-Marche
  - 3e de la Pelousey Classic
- 2024
  - Champion de Bourone-Franche-Comté
  - Classique du Châtillonnais
  - Grand Prix de Charvieu-Chavagneux
  - 4e étape de l'Estivale Bretonne
  - Grand Prix de Saint-Souplet
  - Grand Prix de Nogent-sur-Oise
  - 2e du Grand Prix de Leval
  - 3e du Grand Prix d'Is-sur-Tille